# Jazzmun
Jazzmun (nacida el 10 de febrero de 1969) es el nombre artístico de Jazzmun Nichala Crayton, una actriz y artista de clubes nocturnos estadounidense, que a menudo trabaja en el área de Los Ángeles.

## Filmografía

### Cine
| Año  | Título                             | Papel             | Notas        |
| ---- | ---------------------------------- | ----------------- | ------------ |
| 1998 | Rough Draft                        | Bailarina         |              |
| 1998 | Blast from the Past                | Transeúnte        |              |
| 1999 | The Big Brass Ring                 | Pequeño John John |              |
| 2000 | Punks                              | Chris/Crystal     |              |
| 2002 | The Calling                        | Tia               |              |
| 2004 | Hellbent                           | Black Pepper      |              |
| 2004 | Saint Martin de 4th Street         | Nino/Nina         | Cortometraje |
| 2005 | Virgen a los 40                    | Prostituta        |              |
| 2006 | Wristcutters: A Love Story         | Travesti          |              |
| 2006 | Dos colgados con suerte            | Lisa              |              |
| 2009 | The System                         | Lola              | Cortometraje |
| 2010 | Miss Nobody                        | Snooks            |              |
| 2018 | The Dust of Summer                 | Diamond           | Cortometraje |
| 2018 | Mother Comes to Venus              | Madre             | Cortometraje |
| 2020 | Freeze                             | Enfermera         | Cortometraje |
| 2020 | Disclosure: Ser trans en Hollywood | Ella misma        | Documental   |
| 2021 | Just Swipe                         | Monica            |              |

### Televisión
| Año       | Título                      | Papel               | Notas       |
| --------- | --------------------------- | ------------------- | ----------- |
| 1985      | Puttin' on the Hits         | Concursante         | 1 episodio  |
| 1994      | Roseanne                    | Diana Ross          | 1 episodio  |
| 1994-1995 | The John Larroquette Show   | Patrick             | 8 episodios |
| 1995      | Courthouse                  | Detenida            | 1 episodio  |
| 1996      | Chicago Hope                | Missy               | 1 episodio  |
| 1996      | Mad TV                      | Martina             | 1 episodio  |
| 1996      | The Wayans Bros.            | Albert/Alberta      | 1 episodio  |
| 1996-1997 | NYPD Blue                   | Peaches             | 2 episodios |
| 1997      | Wings (serie de televisión) | Ginger Vitis        | 1 episodio  |
| 1997      | Silk Stalkings              | Jasmine             | 1 episodio  |
| 1997      | Union Square                | Drag Queen portera  | 1 episodio  |
| 2001      | The Division                | Transgénero         | 1 episodio  |
| 2001      | ER                          | Drag Queen          | 1 episodio  |
| 2001      | Gilmore Girls               | Janet Jackson       | 1 episodio  |
| 2002      | The Shield                  | Frank Gilmore       | 1 episodio  |
| 2003      | Nip/Tuck                    | Hombre travestido   | 1 episodio  |
| 2003      | 10-8: Officers on Duty      | Señorita            | 1 episodio  |
| 2003      | The Lyon's Den              | Monja               | 1 episodio  |
| 2004      | CSI: Las Vegas              | Mercedes            | 1 episodio  |
| 2005      | Half & Half                 | Clayvon             | 1 episodio  |
| 2005      | On Q Live                   | Ella misma          | 1 episodio  |
| 2006      | The Closer                  | Nancy               | 1 episodio  |
| 2006      | Dr. Vegas                   | Cliente psíquica    | 1 episodio  |
| 2006      | Desperate Housewives        | Transgénero         | 1 episodio  |
| 2007      | CSI: Nueva York             | Bambi               | 1 episodio  |
| 2007      | Big Shots                   | Dontrelle           | 3 episodios |
| 2009      | The Cleaner                 | Tonya               | 1 episodio  |
| 2009      | Sons of Anarchy             | Venus Bell          | 1 episodio  |
| 2010      | Outlaw                      | Desdemona           | 1 episodio  |
| 2011      | Detroit 1-8-7               | Luscious Lana       | 1 episodio  |
| 2011      | Glee                        | Reina Tina Turner   | 1 episodio  |
| 2014      | The Crazy Ones              | Anastasia           | 1 episodio  |
| 2017      | Pure Genius                 | Gloria              | 1 episodio  |
| 2017      | When We Rise                | Bobbi Jean Baker    | 1 episodio  |
| 2018      | Background: Out of Focus    | Carmen Crystal Keys | 1 episodio  |
| 2019      | Proven Innocent             | Cindy               | 1 episodio  |